# Franck Petitgas
Franck Robert Marie Petitgas, baron Petitgas (né le 25 février 1961 à Nantes) est un banquier français basé au Royaume-Uni. Ancien responsable international chez Morgan Stanley, il est conseiller spécial en matière d'affaires et d'investissement du premier ministre britannique Rishi Sunak et est membre de la Chambre des lords depuis 2024.

## Jeunesse et éducation
Franck Petitgas est né le 25 février 1961 à Nantes, de Victor et Denise Petitgas. Il fait ses études à l'ESCP Business School à Paris.

## Carrière
Petitgas travaille chez S. G. Warburg &amp; Co. à partir de 1986 avant de rejoindre la banque d'investissement Morgan Stanley en 1993. Il est nommé co-responsable des services bancaires européens en 2005 et est responsable de la banque d'investissement de l'entreprise en 2007 et responsable de l'international en 2018. Il prend sa retraite de Morgan Stanley en novembre 2022, mais reste conseiller principal de l'entreprise.
Petitgas est membre du conseil d'administration de la Tate de 2008 à 2016, et est président de la Fondation Tate de 2011 à 2021. Il est un collectionneur d'art contemporain latino-américain.
En avril 2023, le Premier ministre britannique Rishi Sunak nommée Petitgas conseiller spécial pour les affaires et l'investissement, tandis que Sunak cherche à augmenter les investissements des entreprises et à tenir les engagements économiques du gouvernement,.
Avec sa femme Amanda, Petitgas est propriétaire du manoir historique de Bosham dans le Sussex de l'Ouest, près du port de Chichester et de ses amarres,.
Petitgas est nommé chevalier de la Légion d'honneur dans les honneurs du Nouvel An 2012. Nommé par Sunak pour une pairie à vie,, il est créé baron Petitgas, de Bosham dans le comté de West Sussex, le 7 mars 2024. Il siège sur les bancs conservateurs de la Chambre des Lords.